# Capilla (kommun)
Capilla är en kommun i Spanien.   Den ligger i provinsen Provincia de Badajoz och regionen Extremadura, i den centrala delen av landet, 210 km sydväst om huvudstaden Madrid. Antalet invånare är 182.